# Kátia Rabello
Kátia Rabello (Belo Horizonte, 15 de junho de 1971) é uma das condenadas do mensalão, ex-empresária brasileira, ex-presidente do Banco Rural, cargo que assumiu em 2001, depois que sua irmã Júnia Rabello morreu em um acidente de helicóptero.

## Biografia
Kátia Rabello é filha do empresário e também banqueiro Sabino Rabello, que comprou o Banco Rural na década de 1960. Ex-bailarina e professora de dança, antes de entrar no ramo das finanças foi sócia e diretora do grupo de dança contemporânea "Primeiro Ato", que, segundo o ex-secretário da Cultura de Minas Gerais, Ângelo de Araújo, firmou-se como "um dos mais importantes grupos de dança contemporânea no Brasil, merecendo prêmios e referências nacionais". Apesar de ter cursado a faculdade de Biologia, Kátia Rabello nunca exerceu a profissão. Tem dois filhos.

## Caso Mensalão
Em julgamento do Supremo Tribunal Federal (STF), Katia Rabello teve sua pena fixada em 16 anos e 8 meses de prisão,  mais multa de R$ 1,505 milhão, pelos crimes de formação de quadrilha, gestão fraudulenta, lavagem de dinheiro e evasão de divisas.

### Impedimentos e perda de bens
O ministro do Supremo Tribunal Federal (STF), Joaquim Barbosa, relator do processo, estabeleceu em seu voto a perda de bens em favor da União e a impossibilidade de Kátia exercer cargos públicos, de gerir instituições financeiras e de comandar conselhos de administração por um período correspondente ao dobro da pena privativa de liberdade. O voto do relator foi acompanhado pelo plenário.

### Prisão em regime aberto
Em novembro de 2016, o ministro do STF Luís Roberto Barroso autorizou a concessão de regime aberto para a Kátia Rabello, condenada a 14 anos e cinco meses de prisão. Kátia Rabello estava presa desde novembro de 2013, após ser condenada no mensalão.

### Liberdade Condicional
Em junho de 2017, o mesmo ministro Luís Roberto Barroso, do Supremo Tribunal Federal (STF), concedeu o benefício da liberdade condicional à Kátia Rabello.